# 1182년

## 연호
- 남송(南宋) 순희(淳熙) 9년
- 금(金) 대정(大定) 22년
- 일본(日本) 요와(養和) 2년 / 주에이(寿永) 원년
- 서하(西夏) 건우(乾祐) 13년
- 리 왕조(李朝) 찐푸(貞符) 7년

## 기년
- 남송(南宋) 효종(孝宗) 20년
- 금(金) 세종(世宗) 22년
- 고려(高麗) 명종(明宗) 12년
- 서하(西夏) 인종(仁宗) 43년
- 리 왕조(李朝) 고종(高宗) 7년

## 사건
- 전주에서 관노비들과 군사들이 합세해서 폭동을 일으켰다.
- 경대승, 도방을 창설함.

## 탄생
- 9월 11일 - 가마쿠라 막부의 제2대 쇼군(將軍) 미나모토노 요리이에. (~1204년)
- 9월 26일 - 프란체스코 수도회의 창시자 아시시의 프란치스코. (~?)